# Syberg (Adelsgeschlecht)

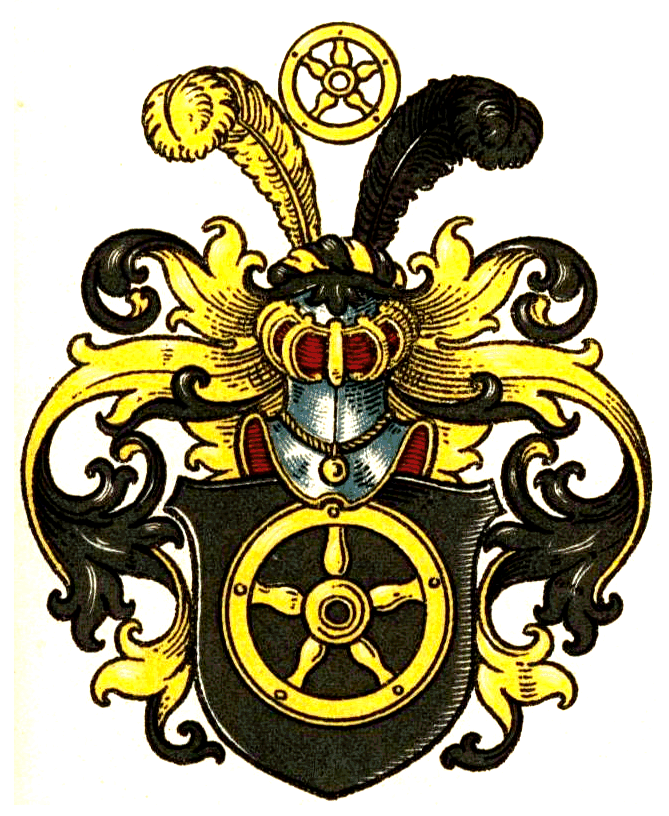
Wappen derer von Syberg

Syberg (auch Sieberg, Sieberger, Syburg) ist der Name eines alten westfälischen Adelsgeschlechts, das zum Uradel der Grafschaft Mark gehörte. Der Name des Geschlechts leitet sich von dem zu ihrem Stammsitz Haus Busch (Hagen) gehörenden Syberg (heute zu Dortmund gehörend) ab.

## Geschichte
Hohensyburg ist eine Höhenburg der Kölner Erzbischöfe und steht im Zusammenhang mit dem Landesausbau im 12. Jahrhundert. 1235 werden die Herren von Syberg als kölnische Ministerialen erstmals erwähnt. Nach der Teilzerstörung 1287 durch Graf Eberhard von der Mark zog sich die Familie auf ihren Besitz Haus Busch in Nähe der Grenze zur Grafschaft Limburg zurück.
Die Stammreihe des Geschlechts beginnt mit dem Ritter Hermann von Syberg, urkundlich 1377, der auf dem Haus zum Busch an der Lenne saß. Als Name wurde auch 'von Syberg zum Busch' verwendet. Später saßen die Syberg in Westhofen, Haus Busch (1369–1827), Haus Wischlingen (1511– ?), Haus Voerde (1563–1764), Haus Kemnade (1647–1847), Haus Kliff (ca. 1650–1681), Burg Blankenstein (1637–1647), Schloss Aprath (ca. 1650–ca. 1750) und Schloss Eicks (16. Jh. bis heute). Sie verbreiteten sich auch nach Livland und Preußen, dort auch unter dem Namen „von Syburg“.

## Wappen
Das Stammwappen zeigt in Schwarz ein fünfspeichiges, goldenes Rad. Auf dem Helm mit schwarz-goldenen Decken das Rad zwischen einer goldenen und schwarzen Straußenfeder.

## Historische Wappenbilder

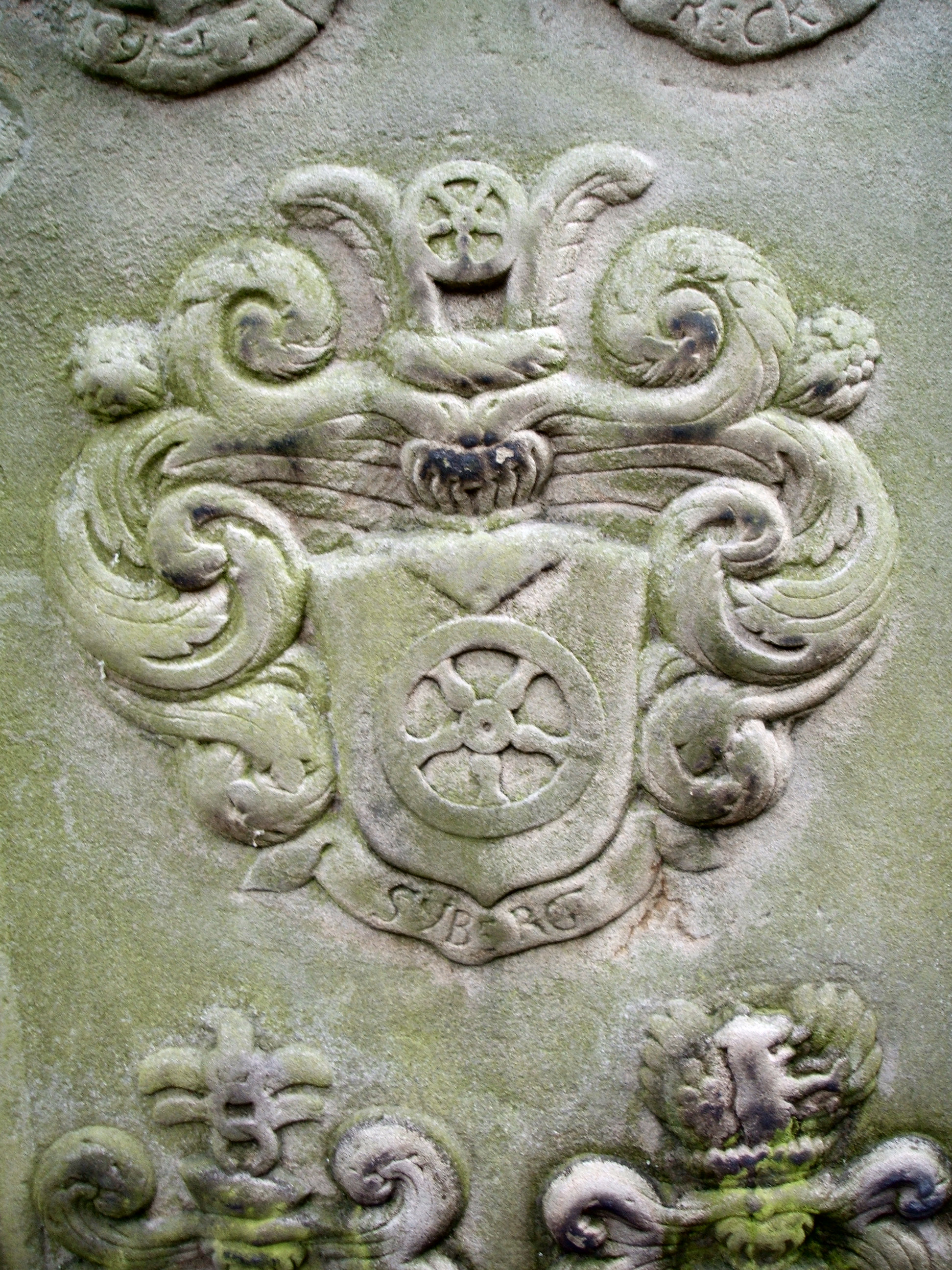
Wappen auf Grabstein, Kirchhof der Dorfkirche Bochum-Stiepel
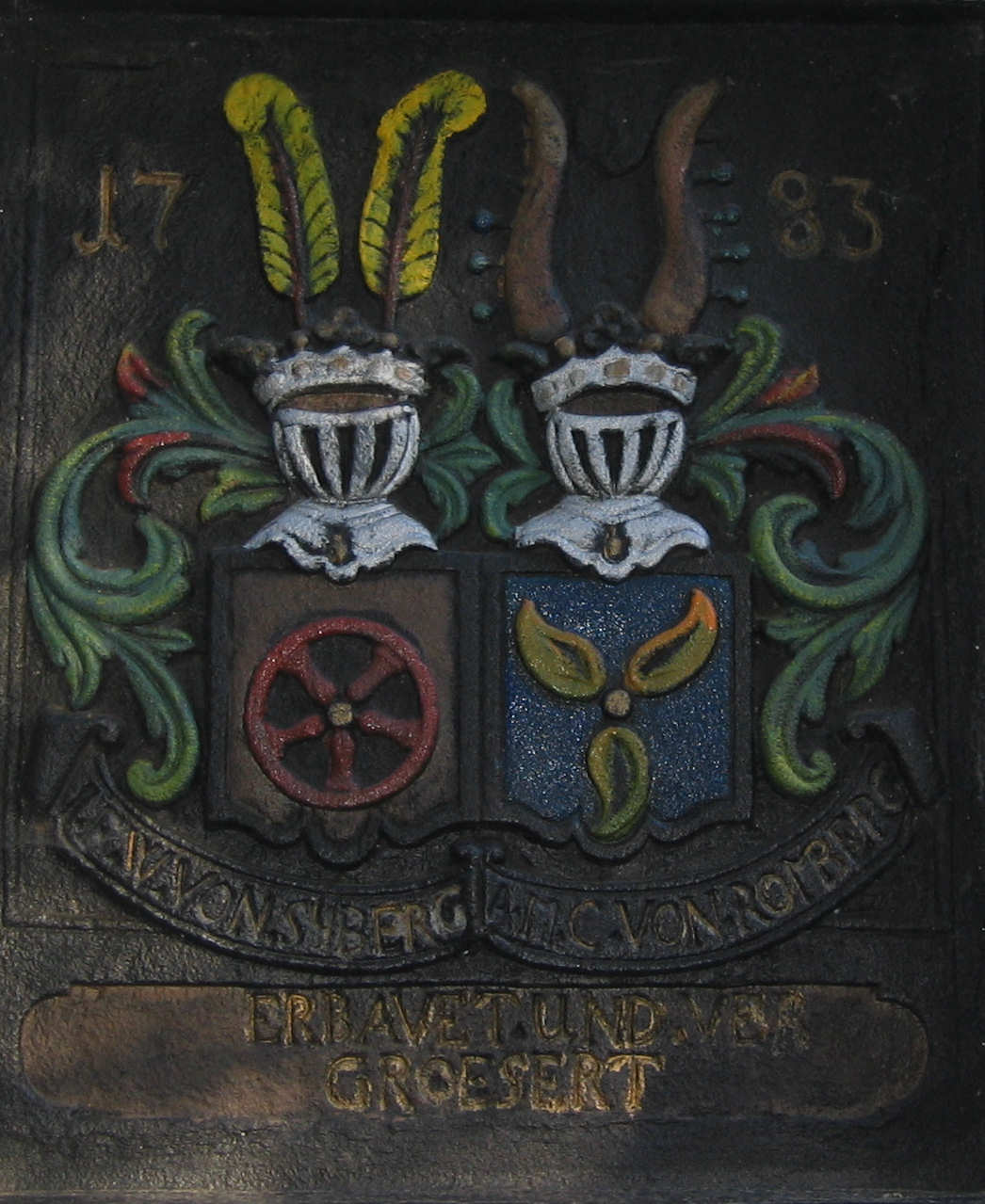
Wappen an der Kapelle Wischlingen
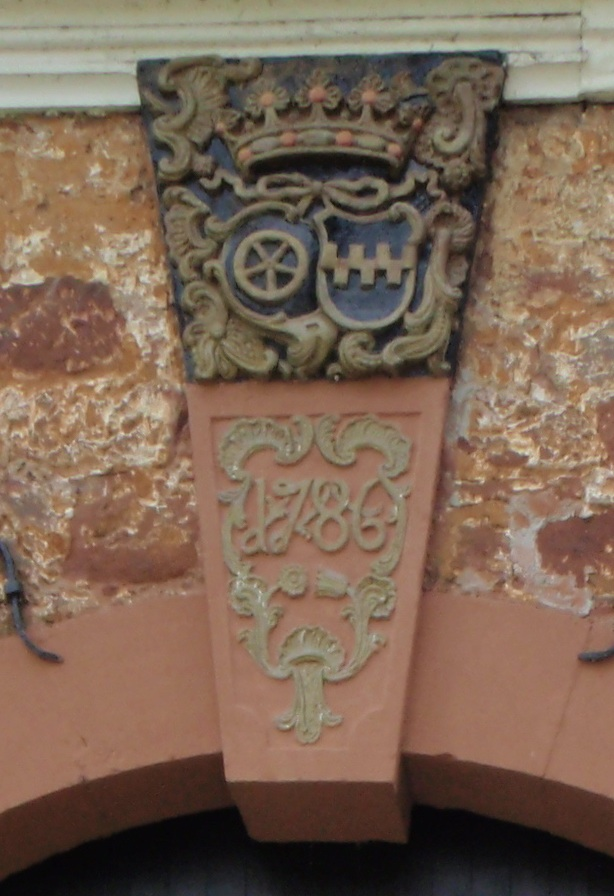
Familienwappen am Schloss Eicks
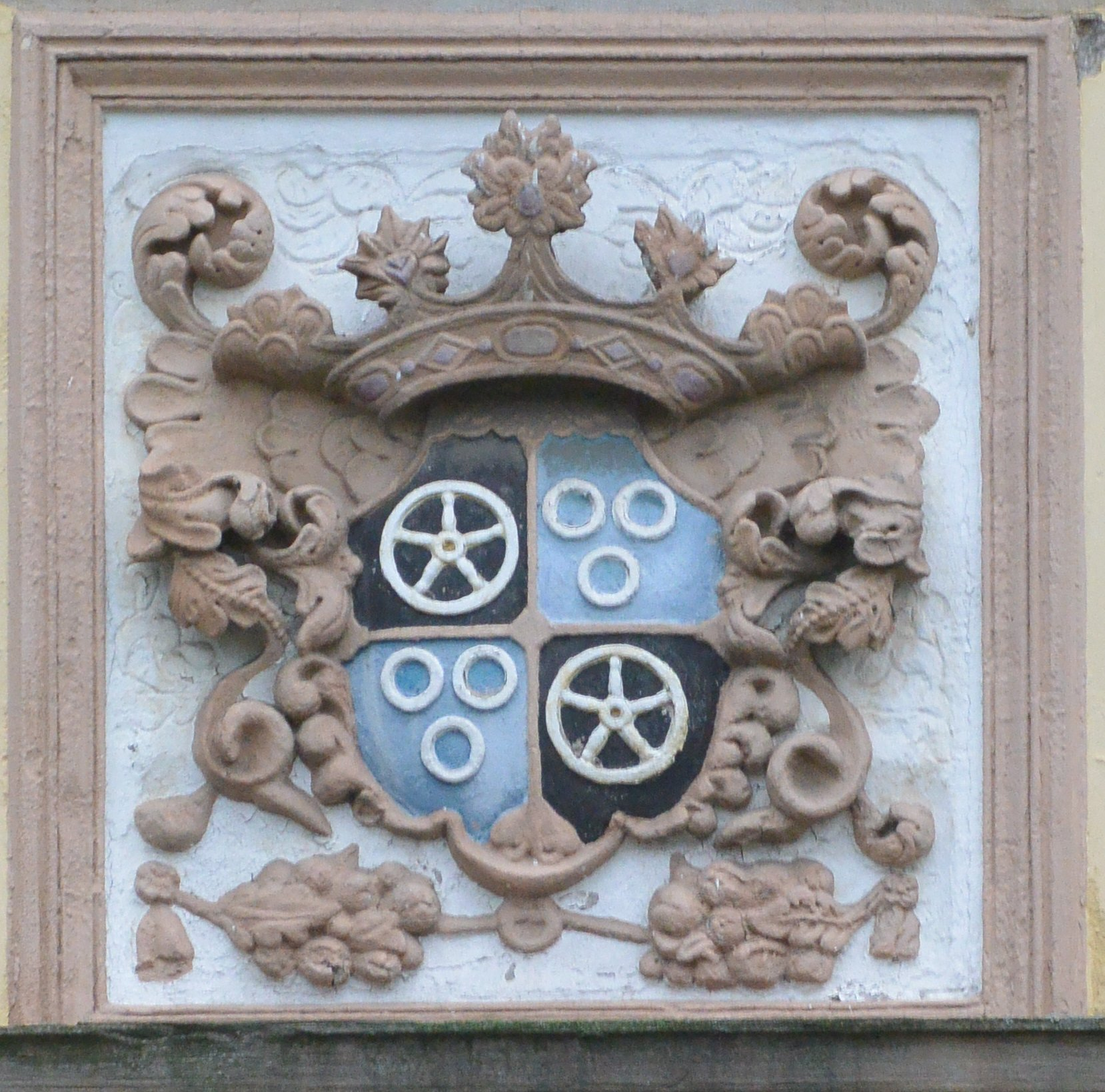
Allianzwappen der Familie Syberg und der Familie von Frydag über dem Eingang von Haus Busch

## Namensträger
- Johannes von Syberg († 1383), Weihbischof in Köln
- Johann Diedrich von Syberg zu Kliff (1616–1676)
- Johann Georg von Syberg zu Wischlingen und Kemnade († 1679)
- Friedrich Matthias von Syberg zu Kemnade (1646–1711)
- Friedrich Godward von Syberg zu Ermlinghofen (1656–1729), königlich preußischer Kammerherr, Oberstallmeister und General der Kavallerie
- Johann Heinrich von Syberg (1696–1738 ?)[3], Alchemist, (wahrscheinlich Johann Friedrich von Syberg)[4]
- Johann Friedrich von Syberg zu Kemnade (ca. 1697–1738)
- Friedrich Wilhelm von Syburg (1709–1770), preußischer Generalmajor
- Otto Ludwig von Syburg (1721–1788), preußischer Generalmajor
- Karl August von Syburg (1801–1879), preußischer Generalmajor
- Johann Philipp Giesbert von Syberg zu Kemnade (? – 1818)
- Clemens August von Syberg zu Eicks (1754–1833), Landrat des Kreises Gemünd
- Friedrich von Syberg (1761–1827), Abgeordneter
- Friedrich von Syberg zu Kemnade (? – 1847)
- Joseph von Syberg zu Sümmern (1800–1871), Hausmarschall, wirklicher geheimer Rat und Hoftheaterintendant
- Friedrich Wilhelm Karl von Syburg (1854–1934), deutscher Diplomat